# Itäinen Rantakatu
La rue de la berge orientale (finnois : Itäinen Rantakatu) est une rue du centre-ville de Turku en Finlande.

## Présentation
La rue longe le fleuve Aurajoki.
Elle s'étend de Aninkaistenkatu jusqu'à Unioninkatu.
Le long d'Itäinen Rantakatu se trouvent, entre-autres, le musée Wäinö Aaltonen, le théâtre municipal de Turku et le palais Rettig.

## Galerie

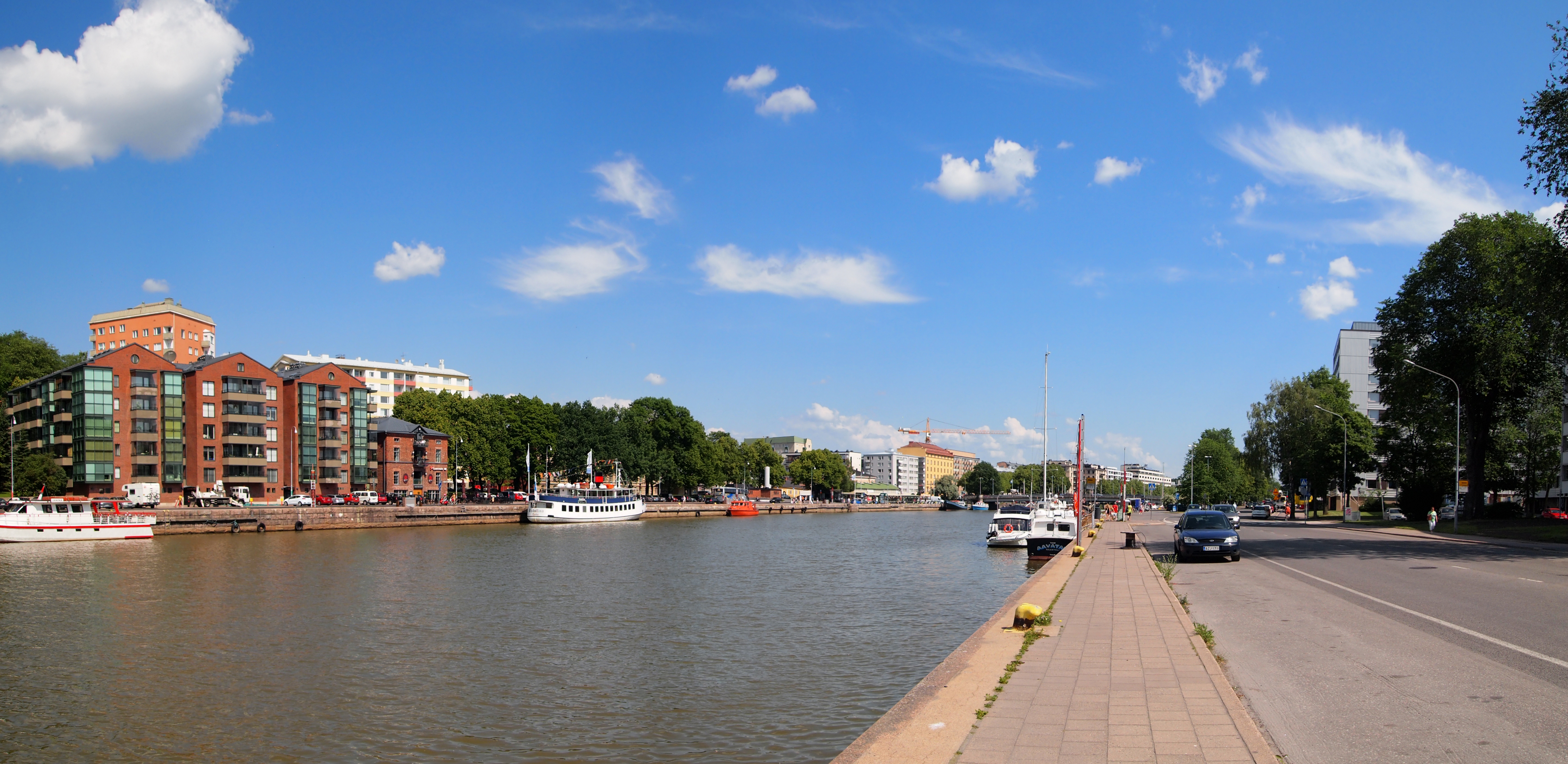
L'Aurajoki et l'Itäinen Rantakatu.

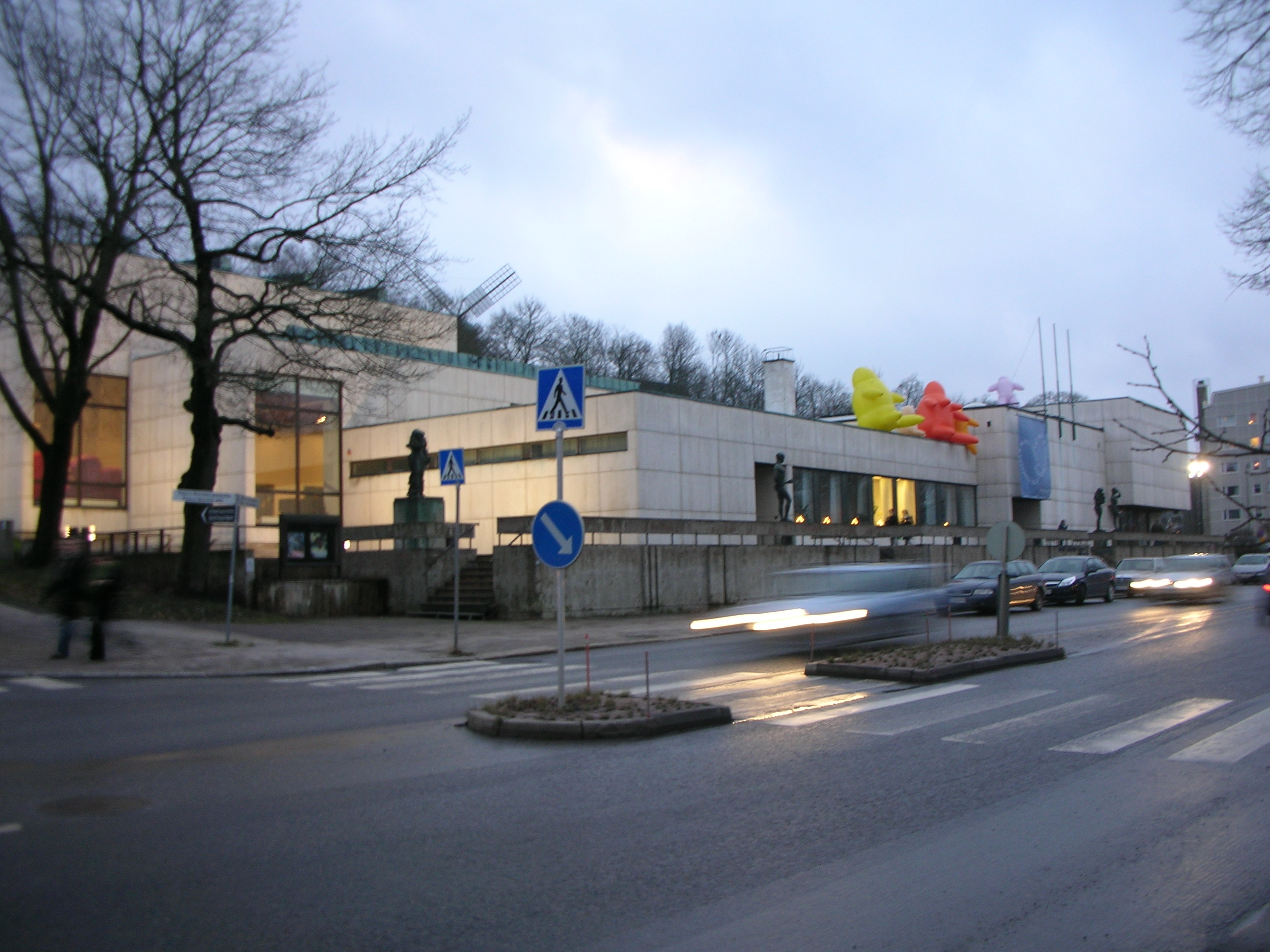
Musée Wäinö Aaltonen
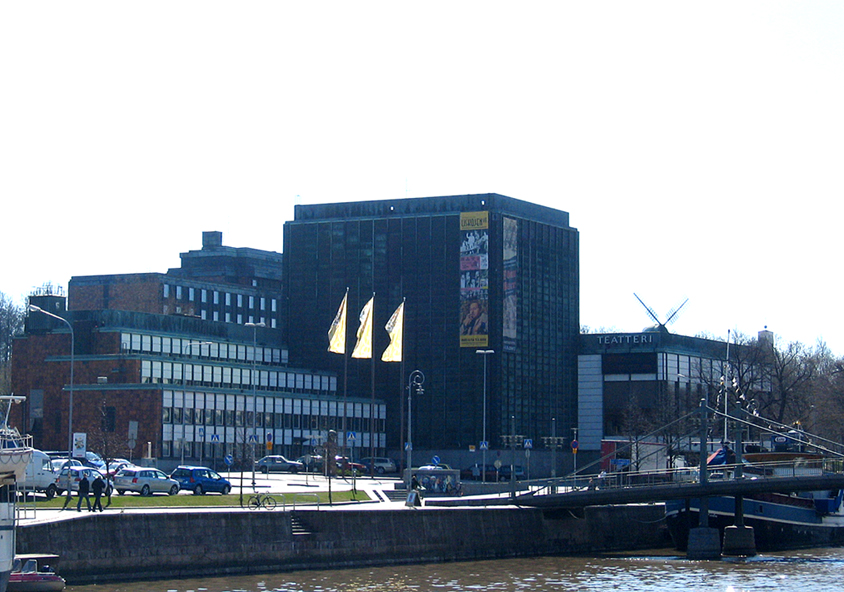
Théâtre municipal de Turku.
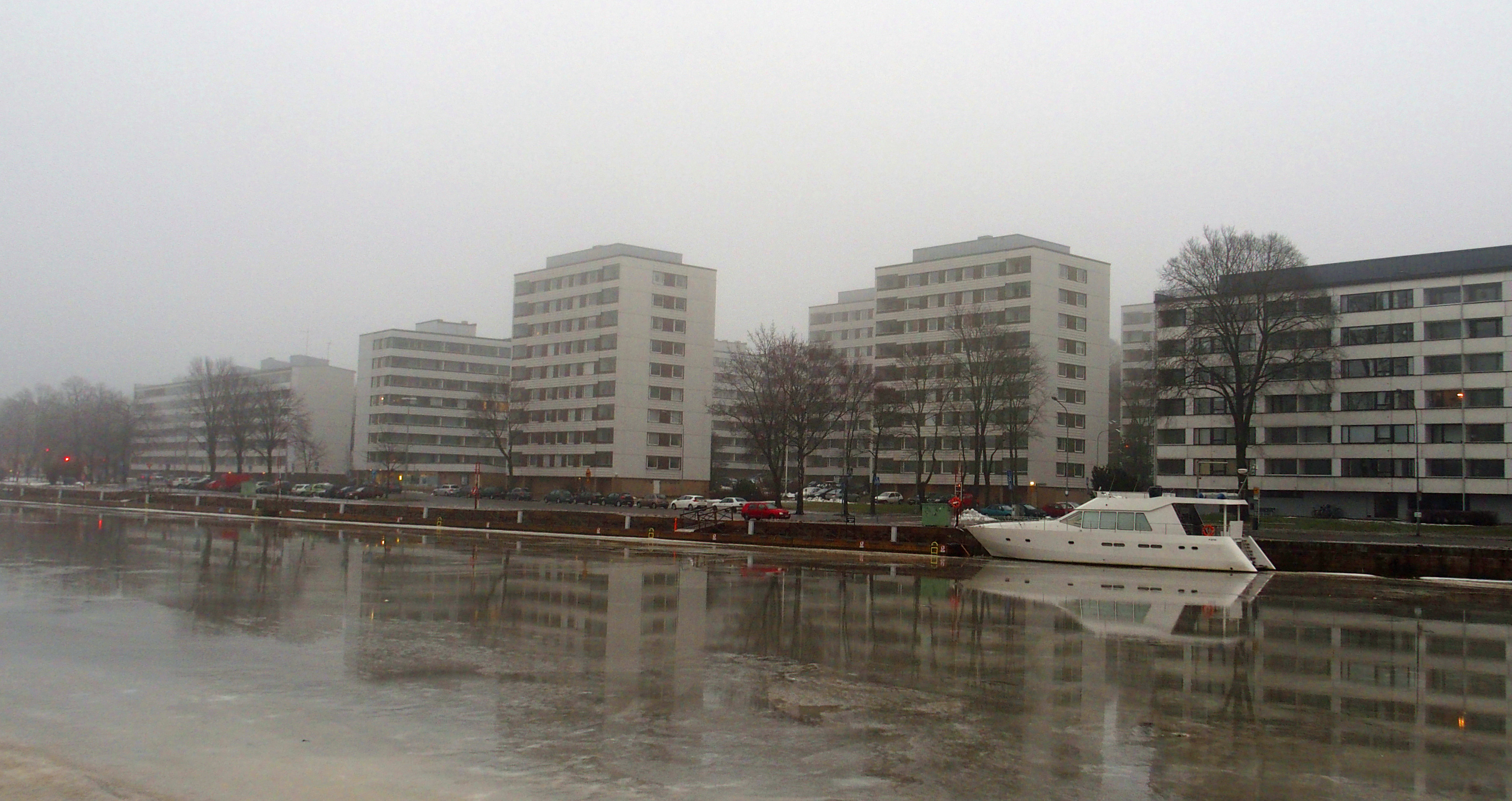
Itäinen Rantakatu 48-50.
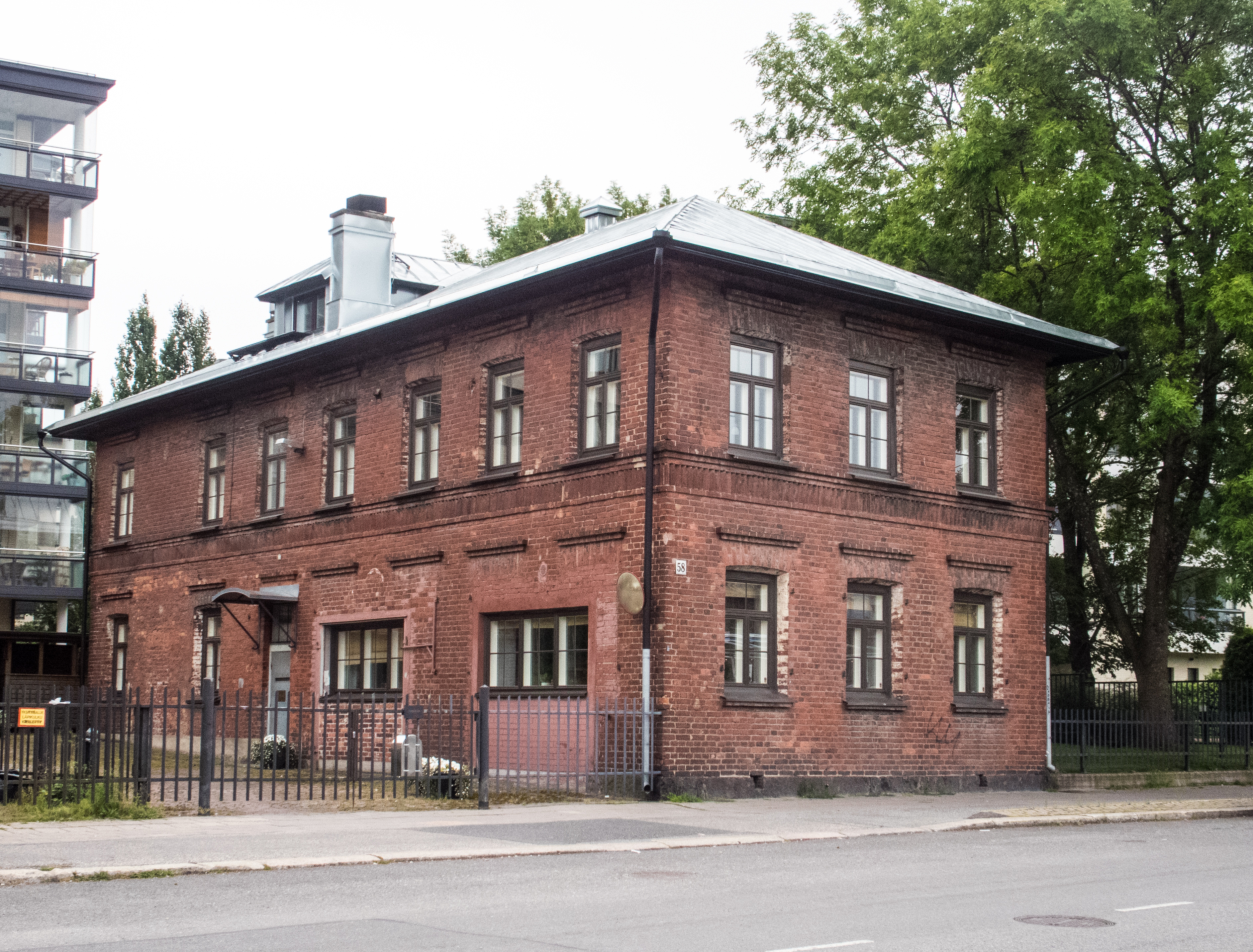
Itäinen Rantakatu 58.
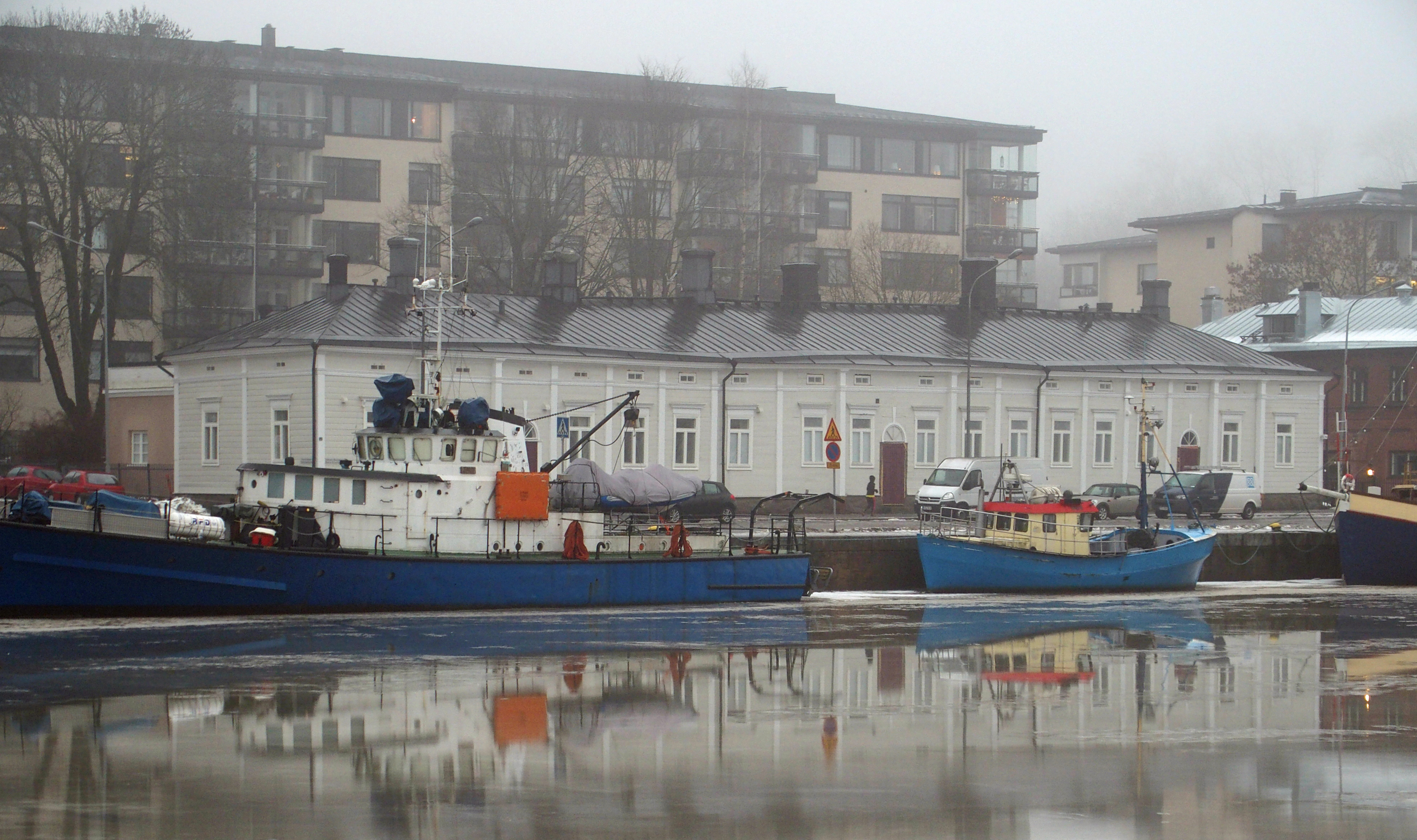
Maison de William Crichton.
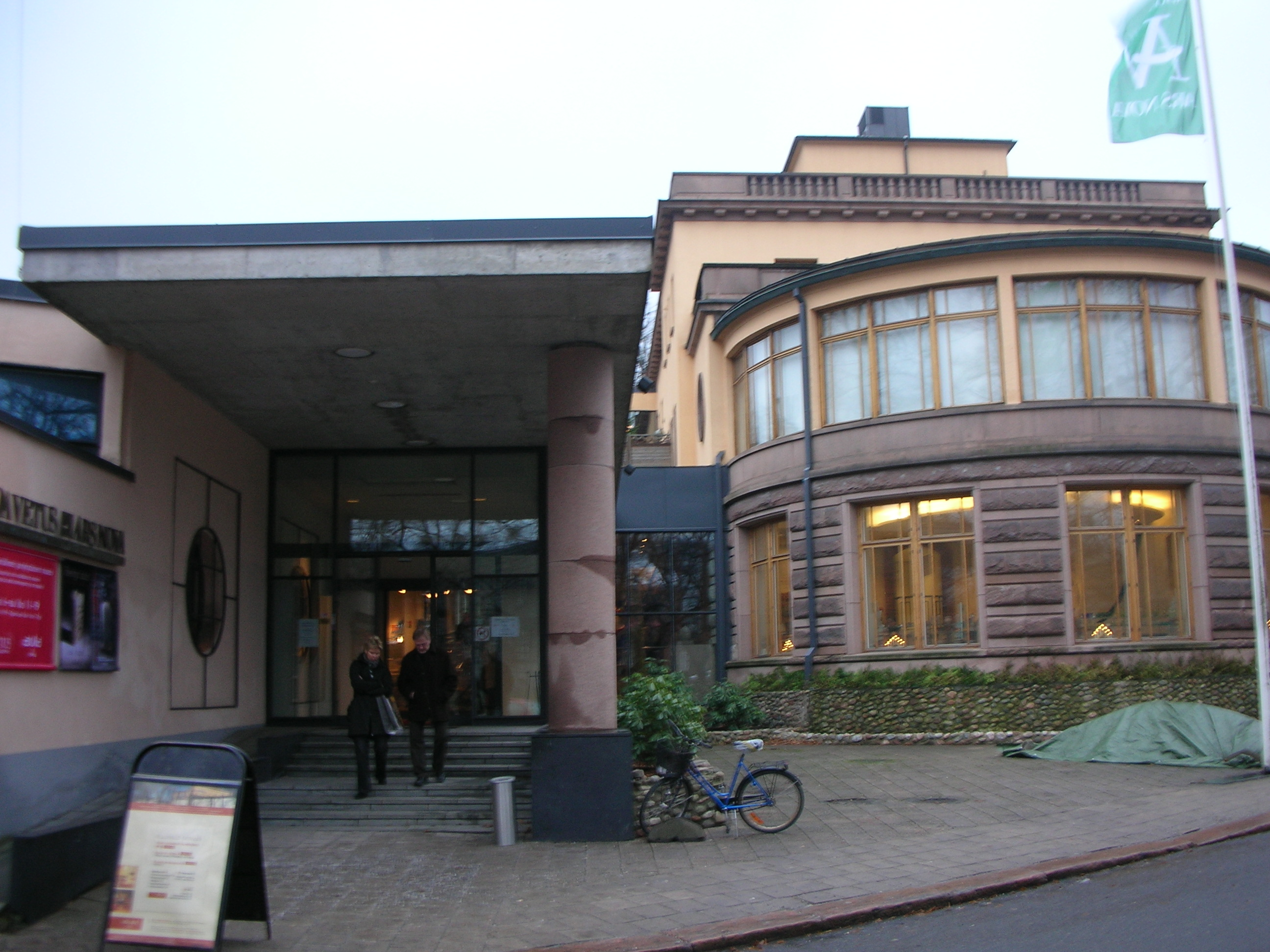
Palais Rettig.